# Lyon floorball club
Pour les articles homonymes, voir LFC.
Maillots
Le Lyon Floorball Club (ou les Pirates du Rhône), est un club de floorball français fondé en 2006. Il évolue actuellement en Nationale 1 (femmes), Nationale 2 (homme) et Division 3 (homme). Le club est basé à Lyon et fut créé en 2006 par Nicolas Levrier .
L'association possède 2 équipes adultes homme en compétition (N2 et D3), 1 équipe féminine en compétition (N1F) et une école de floorball pour les enfants à partir de 7 ans. Avec comme catégories U11, U13 et U17.

## Notre Status

### Les entraîneurs
N1F : Patrick Thevenet  France
N2 : Nicolas Lévrier  France
D3 : Guillaume Charmillot  France
Jeunes U17 : Georges Thomé  France
Jeunes U11 :  Appoline Degoute  France

### Les présidents
- 2006-2018 : Nicolas Lévrier  France
- 2018 - 2022 : Julia Greenfield  Angleterre
- 2022 - 2024 : Romain Stephan  France
- depuis 2024 : Georges Thomé  France

## Nos Entraînements

### Infrastructures
- Gymnase de La Martinière Duchère (Lyon 9e)

### Entraînements
- Lundi (N2) : 20h à 22h
- Mercredi (N1F) : 20h à 22h
- Vendredi (D3) : 20h à 22h
- Samedi (Jeunes - 7ans à 16ans) : 9h30 à 11h30

## Le Club Aujourd'hui

### Classement et Résultats saison 2024/25
- Tous les résultats sur https://visu.floorball.fr/fr/default

### Effectifs 2024/25 (N1F)
| No | Nom                       | Poste     | Nationalité |
| -- | ------------------------- | --------- | ----------- |
| 2  | Leslie Lemarchand         | Défenseur | France      |
| 4  | Marie-Charlotte Letang    | Attaquant | France      |
| 6  | Elena Perez Inigo Ramirez | Attaquant | Espagne     |
| 8  | Caroline Deloison         | Attaquant | France      |
| 9  | Gabrielle Sage            | Attaquant | Royaume-Uni |
| 10 | Emma Desmis Leclerc       | Attaquant | France      |
| 11 | Margaux Gier              | Attaquant | France      |
| 13 | Emeline Poli              | Défenseur | France      |
| 15 | Whitney Martin            | Attaquant | France      |
| 18 | Camille Martin (C)        | Défenseur | France      |
| 19 | Appoline Degoute          | Défenseur | France      |
| 21 | Lauren Moulin             | Défenseur | France      |
| 22 | Elena Giovenco            | Défenseur | France      |
| 23 | Anaïs Bianchi             | Attaquant | France      |
| 25 | Charlotte Lucas           | Attaquant | France      |
| 42 | Maelys Degoute            | Gardien   | France      |

### Effectifs 2024/25 (N2)
| No | Nom                       | Poste     | Nationalité |
| -- | ------------------------- | --------- | ----------- |
| 4  | Valentin Gerard           | Défenseur | France      |
| 5  | Guillaume Charmillot      | Défenseur | France      |
| 8  | Aleksandr Gribko          | Attaquant | Biélorussie |
| 10 | Elena Perez Inigo Ramirez | Attaquant | Espagne     |
| 11 | Romain Stephan            | Attaquant | France      |
| 12 | Julien Aballea            | Attaquant | France      |
| 15 | Yoann Ripolli             | Défenseur | France      |
| 16 | Thomas Mathey             | Centre    | France      |
| 17 | Thomas Klein              | Centre    | France      |
| 18 | Pierre Orengia            | Centre    | France      |
| 20 | Cédric Durand             | Défenseur | France      |
| 21 | Thibault Felix (C)        | Défenseur | France      |
| 42 | Encolpe Degoute           | Gardien   | France      |

### Effectifs 2024/25 (D3)
| No | Nom                     | Poste     | Nationalité |
| -- | ----------------------- | --------- | ----------- |
| 1  | Pierre Olivier Noyer    | Gardieb   | France      |
| 2  | Adrien Lucas            | Défenseur | France      |
| 3  | Guillaume Charmillot    | Attaquant | France      |
| 4  | Julien Vergnaud         | Défenseur | France      |
| 5  | Christophe Bruyas       | Centre    | France      |
| 6  | Florian Malta Selva     | Attaquant | France      |
| 7  | Nicolas Ponsson         | Attaquant | France      |
| 8  | Cyril Lasalle           | Attaquant | France      |
| 8  | Pierre Louis Mikus      | Attaquant | France      |
| 10 | Pierre Michel Calut (C) | Centre    | France      |
| 13 | Appoline Degoute        | Défenseur | France      |
| 15 | Clément Ponsson         | Attaquant | France      |
| 16 | Nicolas Jahan           | Attaquant | France      |
| 17 | Florian Valentin        | Attaquant | France      |
| 18 | Georges Thome           | Défenseur | France      |